# Stolnica svetega Petra in Pavla, Troyes
Stolnica Troyes (francosko Cathédrale Saint-Pierre in Saint-Paul de Troyes) je rimokatoliška cerkev, posvečena sv. Petru in sv. Pavlu, v mestu Troyes v regiji Šampanja-Ardeni v Franciji. Je sedež škofa. Stolnica, zgrajena v gotskem arhitekturnem slogu, je spomenik zgodovinski spomenik (monument historique ) od leta 1862. 

## Zgodovina in opis
Mesto se uporablja za verske zgradbe vsaj od 4. stoletja, ko je na tem mestu stal oratorij. Prva stolnica je bila zgrajena v 9. stoletju, vendar so jo v normanski invaziji močno poškodovali in jo okoli leta 940 zamenjali, ko je škof Milo zgradil romansko stolnico. V tej stavbi je bil tudi ekumenski koncil, ki se je začel 13. januarja 1128/29, na katerem je bil potrjen Red vitezov templjarjev in vzpostavljena njihova oblast. Romanska stolnica je bila uničena v požaru leta 1188.
Gradnjo sedanje gotske stolnice je okoli leta 1200 naročil škof Garnier de Traînel, gradnja se je začela pod škofom Hervéjem leta 1208. Delo se je nadaljevalo do 17. stoletja. Stolnica ima samo en stolp, stolp sv. Peter, stolp sv. Pavel na jugu ni bil nikoli zgrajen, zato je stavba še vedno nedokončana. Konica z višino 110 metrov je nekoč stala nad križiščem: uničil jo je tornado leta 1365, 1700 pa ga je zadela strela, potem pa ni bila obnovljena.
Struktura stolnice je utrpela še druge naravne katastrofe: del pevska empora je bil uničena v orkanu leta 1228, streho pa je leta 1389 zažgala strela.
Najstarejši del je kor iz 13. stoletja. Izdelana fasada sega v začetek 16. stoletja. Trije glavni portali so delo arhitekta Martina Chambigesa. Stolnica je med francosko revolucijo ušla uničenju, vendar je bila de-kristanizirana in več let spremenjena v tempelj izobilja.
Še posebej je znana po izjemnih vitražnih oknih , datiranih od 13. do 19. stoletja, s površino 1500 m² in po veličastni zakladnici, ki vsebuje številna pomembna dela, relikviarno skrinjico sv. Bernarda iz Clairvauxa in njegovega najbližjega prijatelja svetega Malahije iz Irske.
Stolnica, ki ima glavno in dve stranski ladji in dve dodatni ladji, je dolga 114 metrov in je široka 50 metrov (čez transepta), z višino do vrha oboka 29,5 metrov; višina kupole in stolpa je 62,34 metra.

## Dogodki
V maju 1420 je bila podpisana Pogodba iz Troyesa v stolnici med Henrikom V. Angleškim, njegovim zaveznikom Filipom Burgundskim in kraljico Izabelo, ženo norega Karla VI. Francoskega namesto Karlovega sina Dauphina. Henrik se je poročil s Katarino Valois, hčerjo francoskega kralja, kmalu zatem v Troyesu, bodisi v stolnici ali v cerkvi st. Jean.
Julija 1429 je Ivana Orleanska spremljala Dauphina k maši v stolnici na poti k razglasitvi za Karla VII. Francoskega v stolnici Reims, v nasprotju z nedavno podpisano pogodbo. 

## Galerija
- Pogled na zahodno fasado
- Pogled z juga
- Glavna ladja
- Oltar in kor
- Strop nad križiščem in transeptom
- Kip (1549) prikazuje krst sv. Avguština iz Hipona
- Rozeta v severnem  transeptu
- Srednjeveški vitraj